# プファルツ選帝侯領

プファルツ選帝侯領
Kurfürstentum Pfalz

1789年時点のプファルツ選帝侯領。1. フランケンタール 2. マンハイム 3. ハイデルベルク（市） 4. アルツァイ 5. バッハラッハ 6. ゲルマースハイム 7. クロイツナハ 8. ノイシュタット 9. ラウターン 10. ラウターエッケン 11. オッペンハイム 12. ジンメン 13. シュトロームベルク 14. フェルデンツ 15. ボックスベルク 16. ブレッテン 17. ハイデルベルク 18. ラーデンブルク 19. リンデンフェルス 20. モースバッハ 21. オッツベルク 22. ウムシュタット

プファルツ選帝侯領（プファルツせんていこうりょう、ドイツ語: Kurfürstentum Pfalz）またはクーアプファルツ（独: Kurpfalz）は、神聖ローマ帝国の選帝侯の一人であったプファルツ選帝侯の領土の総称。あくまでも正式な君主号はライン宮中伯であり、その領土もライン宮中伯領（Pfalzgrafschaft bei Rhein）と呼ぶことになる。
プファルツ選帝侯領は後年にライン・プファルツと知られる地方よりも、ライン川西側一帯、現ドイツ・ラインラント＝プファルツ州のプファルツ地方およびフランスのアルザス地方（1418年から1766年まではゼルツ管轄領）に遥かに多くの領域を有していた。プファルツ選帝侯領には同時にハイデルベルク北部やマンハイムとマインツを含むライン川東側一帯も含まれていた。

## 歴史

### ロタリンギア宮中伯
宮中伯領は10世紀に存在したロタリンギア（ロートリンゲン）宮中伯から派生した。11世紀の間、宮中伯領はライン川両側一体を統治したエッツォーネン家によって支配された。これらの領域はケルン＝ボン一帯に中心を置いていたが、南方のモーゼル・ナヘ川に勢力を伸ばした。領域の最南端がアルセイ付近であった。

### 初期の歴史
最後のエッツォーネン家の宮中伯死後にロタリンギア宮中伯ヘルマン2世が統治した1085年/1086年頃から宮中伯領はロタリンギアにおける軍事的重要性を失った。
最初のライン地方の宮中伯の世襲は神聖ローマ皇帝フリードリヒ1世（赤髭王）の異母弟であるコンラートになされた。この領域と結び付いた世襲の官職は、フランケン地方とラインラントを掌握したホーエンシュタウフェン家によって始められた（ホーエンシュタウフェン家の分家はシュヴァーベン地方やブルゴーニュ伯領などを受け継いだ）。宮中伯領の大部分は神聖ローマ帝国の前身であるフランク帝国の領域であり、残りはコンラートが母方のザールブリュッケン家から受け継いだものであった。これらの背景が何世紀にもわたる上プファルツおよびライン＝プファルツの構成要素だと説明される。
1195年に宮中伯領はシュタウフェン家の相続人であるアグネスと結婚したヴェルフ家のハインリヒ5世に渡った。13世紀初頭にヴェルフ家の相続人であるアグネスと結婚したバイエルン公国のヴィッテルスバッハ家（バイエルン公であると同時にバイエルン宮中伯でもあった）のオットー2世に全宮中伯領が渡った。
後に1294年の上バイエルン公ルートヴィヒ2世の相続人間による領土分割の最中、ルートヴィヒ2世の長男ルドルフ1世の系統がライン・プファルツとアンベルク周辺に中心を置くバイエルンの「ノルガン」（バイエルン北部のドナウ川）領域を獲得した。この統治が政治的にライン・プファルツと結び付けられた事で上プファルツ（オーバープファルツ）という名称はライン一帯の下プファルツに対する形で共通のものとなる。
1317年にルドルフ1世は弟の神聖ローマ皇帝ルートヴィヒ4世との内戦に敗れて廃位されるが、1329年のパヴィア条約でルートヴィヒ4世はプファルツを甥のルドルフ2世とループレヒト1世の許に回復させた。

### 選帝侯

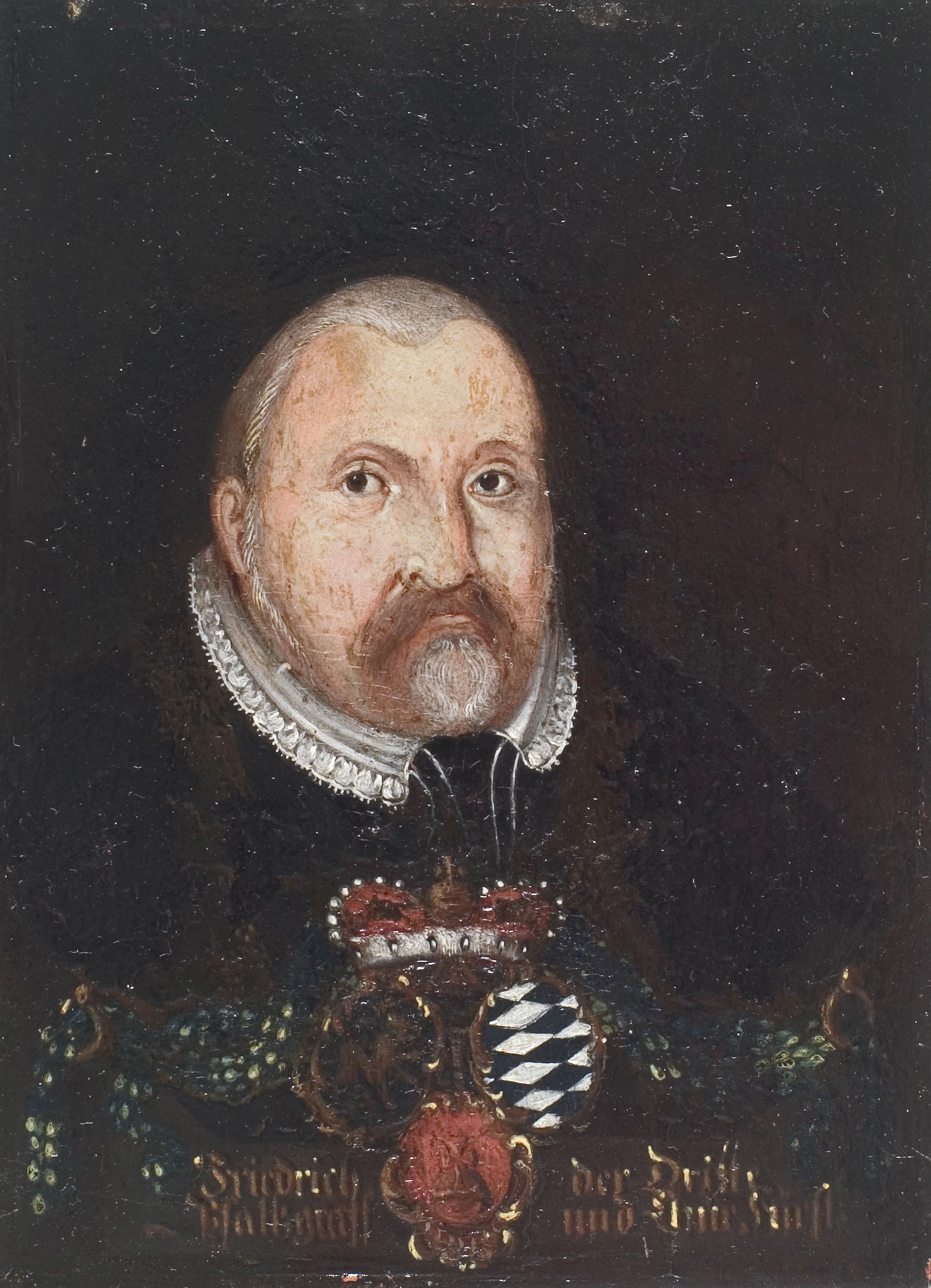
プファルツ選帝侯フリードリヒ3世

ライン宮中伯は金印勅書で選帝侯の一人として公認され、世襲の官職である帝国大家令とフランケン、シュヴァーベン、ラインラント、南ドイツの国王代理の地位を授けられた。この時からライン宮中伯はプファルツ選帝侯として知られるようになった。 
一族の間で領域の分割が行われたことにより、16世紀初頭までにプファルツ系ヴィッテルスバッハ家の主要な系統は下プファルツのジンメルンとカイザースラウテルンとツヴァイブリュッケンを、上プファルツのノイブルク・アン・デア・ドナウとズルツバッハを支配した。プファルツ選帝侯は現在のハイデルベルクに拠点を置き、1530年頃にはルター派、1550年頃にはカルヴァン派を採用した。
直系は1559年に絶え、カルヴァン派を奉ずるプファルツ＝ジンメルン家のフリードリヒ3世が継承したことで、プファルツはヨーロッパにおけるカルヴァン派の中心となり、ネーデルラントとフランスの両国で反乱を起こすカルヴァン派の支援者となった。

### 三十年戦争

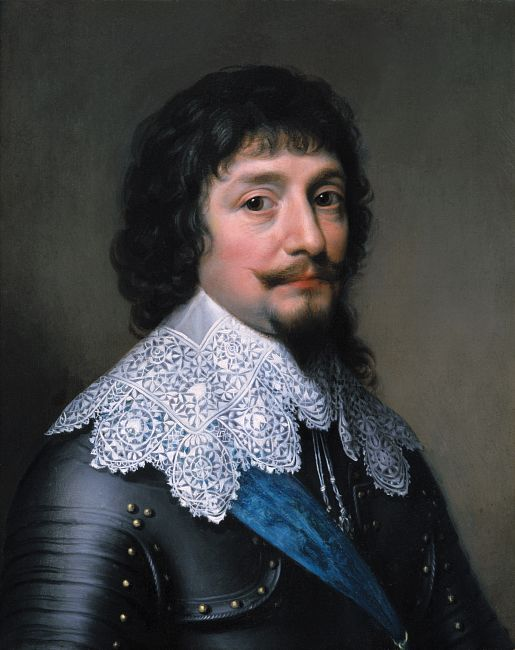
プファルツ選帝侯フリードリヒ5世

1619年にフリードリヒ5世は、ボヘミアのプロテスタントからボヘミア王に推戴された。しかし、フリードリヒ5世は翌1620年の白山の戦いで神聖ローマ皇帝フェルディナント2世に敗北し、スペインとバイエルンの軍隊によってプファルツ本土が占領された。フリードリヒ5世は、そのボヘミア統治が一冬に限られていたことから「冬王」と呼ばれるに至った。 
1623年にフリードリヒ5世は選帝侯も廃位された。フリードリヒ5世の領地と選帝侯の地位はヴィッテルスバッハ家の別系統であるバイエルン公マクシミリアン1世に授けられた。1648年にヴェストファーレン条約が締結されるまでに、フリードリヒ5世の息子カール1世ルートヴィヒは下プファルツを回復した。1648年のヴェストファーレン条約により、マクシミリアン1世は上プファルツの領有と選帝侯位の保持が認められた。カール1世ルートヴィヒも新設のものとして選帝侯位を授けられたが、他の選帝侯よりも席次は低いものであった。

### 後期

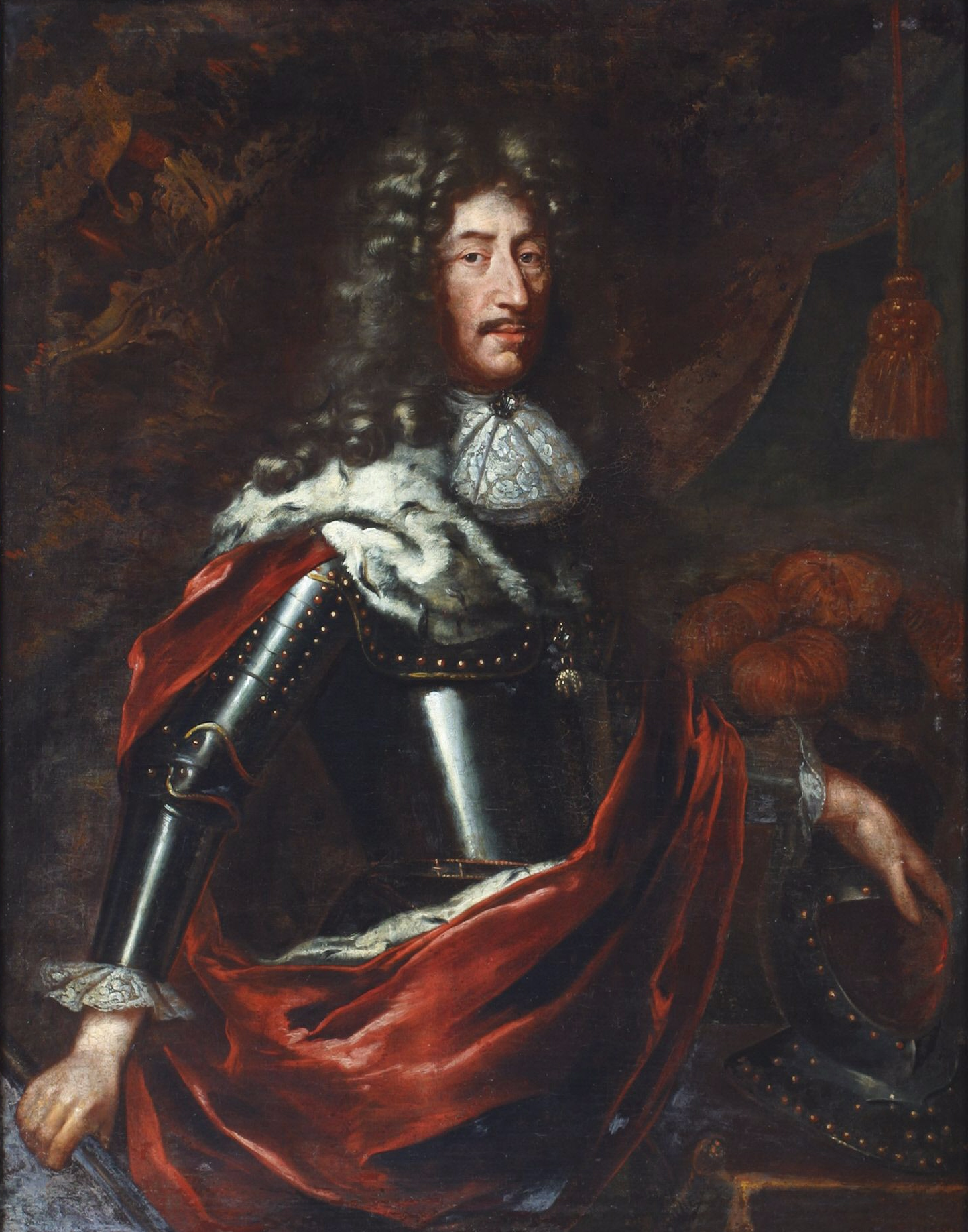
プファルツ選帝侯フィリップ・ヴィルヘルム

1680年にカール2世が継承したが、1685年に嗣子なく死去したため1685年にプファルツ＝ジンメルン家は断絶し、カトリックであるプファルツ＝ノイブルク公（兼ユーリヒおよびベルク公）フィリップ・ヴィルヘルムが継承した。皇帝レオポルト1世は義理の父をプファルツ選帝侯に任命し、プファルツ選帝侯の票とこの戦略的に重要な地域を確実に帝国の支配下に置いたのである。この継承に異を唱えたルイ14世により、大同盟戦争（プファルツ継承戦争）が勃発したが、その講和条約であるレイスウェイク条約では、ルイ14世の意見は退けられ、戦中に没したフィリップ・ヴィルヘルムに代わって息子のヨハン・ヴィルヘルムが継承することで決着した。1720年にカール3世フィリップはプファルツ選帝侯の宮廷をハイデルベルクからマンハイムに移した。
1742年1月、カール3世は親族のカール7世が300年ぶりにハプスブルク家以外で神聖ローマ皇帝位につくのを支援した。しかし同年12月にカール3世フィリップの死をもってプファルツ＝ノイブルク公の血も絶えたため、プファルツ選帝侯はズルツバッハ系のカール・テオドールが相続した。カール・テオドールは1777年にはバイエルン選帝侯位も相続した。ヴェストファーレン条約の規定により、カール・テオドールとその後継者はバイエルン選帝侯位を唯一の選帝権および優位権として保持した。
カール・テオドールの後継者でフランス国境地帯に所領を持っていたツヴァイブリュッケン公マクシミリアン・ヨーゼフは、1799年に全ヴィッテルスバッハ家領を唯一の統治者の許に集めた。プファルツはフランス革命戦争の最中の1795年に西側がフランス革命政府によって占領・吸収され、続いて1803年にバーデン辺境伯カール・フリードリヒによって東側が併合されたことで消滅した。1806年にバーデン大公国を含むライン同盟が成立し、次いで神聖ローマ帝国の消滅と共に全ての選帝侯はその地位を失った。

### 帝国崩壊後

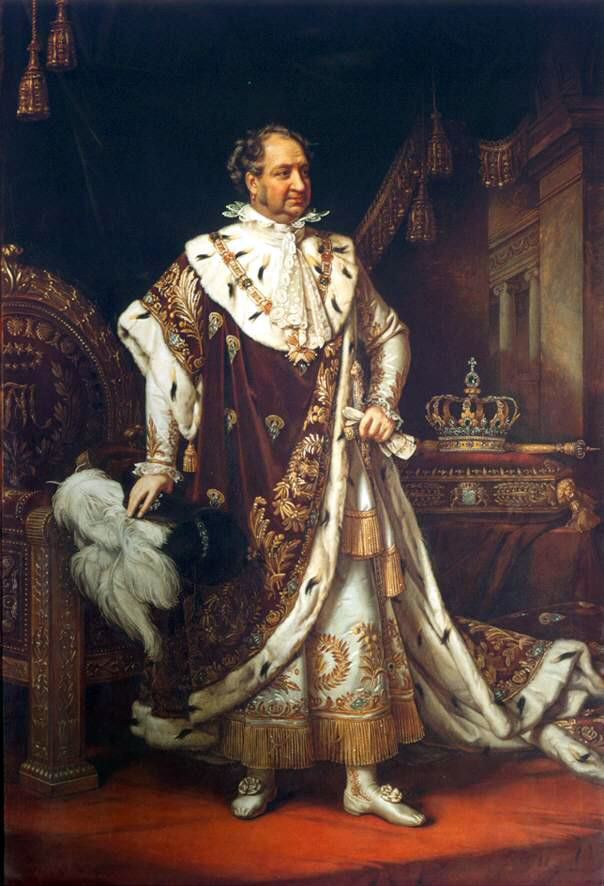
初代バイエルン国王マクシミリアン1世

1806年にバーデンは大公国に昇格し、マンハイムを含むかつてのプファルツは新しい大公国の一部となった。1814年から1815年のウィーン会議でプファルツの西側（かつてのシュパイアー司教領のような他の統治者たちによって拡大化された）はヴィッテルスバッハ家の許に戻り、1816年には正式にバイエルン王国の一部となり、その時以来この地方は主にプファルツとして知られるようになった。この地区は第二次世界大戦後までバイエルンの一部であり、大戦後には分割してプロイセン州及びヘッセン＝ダルムシュタット州の西部とともに新たにラインラント＝プファルツ州となった。

## 紋章

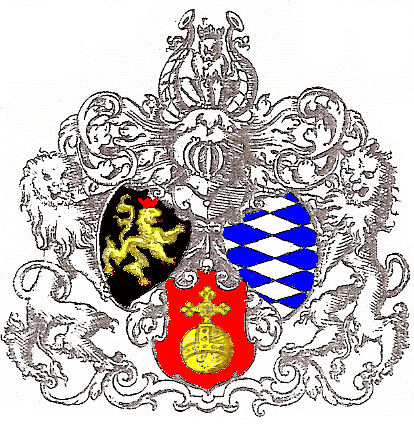
1703年の全紋章。

1156年に神聖ローマ皇帝フリードリヒ1世赤髭王の弟であるコンラートは宮中伯となった。ホーエンシュタウフェン家の古い紋章である唯一のライオンは宮中伯の紋章となった。婚姻政策により宮中伯の紋章はヴェルフ家や後のヴィッテルスバッハ家の紋章の盾面のクォーターとなった。選帝侯のとして言及されるバイエルンの紋章でも使われた。これは盾面のクォーターのライオンが拡張した事であり、バイエルンの紋章に1623年にバイエルン公マクシミリアン1世の地位が選帝侯に昇格したのと同時期に現れて使われた。宝珠は神聖ローマ帝国における大宮宰の地位として表現されていた。